# Antigua och Barbuda i olympiska sommarspelen 2016
Antigua och Barbuda deltog med nio deltagare vid de olympiska sommarspelen 2016 i Rio de Janeiro. Ingen av landets deltagare erövrade någon medalj.

## Friidrott
Förkortningar
- Notera– Placeringar avser endast det specifika heatet.
- Q = Tog sig vidare till nästa omgång
- q = Tog sig vidare till nästa omgång som den snabbaste förloraren eller, i fältgrenarna, genom placering utan att nå kvalgränsen
- NR = Nationellt rekord
- N/A = Omgången fanns inte i grenen
- Bye = Idrottaren behövde inte tävla i omgången

Bana och väg
| Idrottare                                                                           | Gren                          | Heat     | Heat      | Kvartsfinal | Kvartsfinal | Semifinal        | Semifinal        | Final            | Final            |
| Idrottare                                                                           | Gren                          | Resultat | Placering | Resultat    | Placering   | Resultat         | Placering        | Resultat         | Placering        |
| ----------------------------------------------------------------------------------- | ----------------------------- | -------- | --------- | ----------- | ----------- | ---------------- | ---------------- | ---------------- | ---------------- |
| Daniel Bailey                                                                       | Herrarnas 100 meter           | Bye      | Bye       | 10.20       | 2 Q         | DNS              | DNS              | Gick inte vidare | Gick inte vidare |
| Cejhae Greene                                                                       | Herrarnas 100 meter           | Bye      | Bye       | 10.20       | 4 Q         | 10.13            | 7                | Gick inte vidare | Gick inte vidare |
| Miguel Francis                                                                      | Herrarnas 200 meter           | DNS      | DNS       | i.u.        | i.u.        | Gick inte vidare | Gick inte vidare | Gick inte vidare | Gick inte vidare |
| Daniel Bailey Cejhae Greene Miguel Francis Jared Jarvis Chavaughn Walsh Tahir Walsh | Herrarnas 4x100 meter stafett | 38.44 SB | 6         | i.u.        | i.u.        | i.u.             | i.u.             | Gick inte vidare | Gick inte vidare |

Fältgrenar
| Idrottare           | Gren              | Kval    | Kval      | Final            | Final            |
| Idrottare           | Gren              | Distans | Placering | Distans          | Placering        |
| ------------------- | ----------------- | ------- | --------- | ---------------- | ---------------- |
| Priscilla Frederick | Damernas höjdhopp | 1,89    | 28        | Gick inte vidare | Gick inte vidare |

## Simning
| Simmare            | Gren                   | Heat    | Heat      | Semifinal        | Semifinal        | Final            | Final            |
| Simmare            | Gren                   | Tid     | Placering | Tid              | Placering        | Tid              | Placering        |
| ------------------ | ---------------------- | ------- | --------- | ---------------- | ---------------- | ---------------- | ---------------- |
| Noah Mascoll-Gomes | Herrarnas 200 m frisim | 1.53,16 | 44        | Gick inte vidare | Gick inte vidare | Gick inte vidare | Gick inte vidare |
| Samantha Roberts   | Damernas 50 m frisim   | 27,95   | 57        | Gick inte vidare | Gick inte vidare | Gick inte vidare | Gick inte vidare |